# 2.ª etapa del Giro de Italia 2020
La 2.ª etapa del Giro de Italia 2020 tuvo lugar el 4 de octubre de 2020 entre Alcamo y Agrigento sobre un recorrido de 149 km y fue ganada por el italiano Diego Ulissi del equipo UAE Emirates. El también italiano Filippo Ganna consiguió mantener el liderato.

## Clasificación de la etapa
| \| Clasificación de la etapa \| Clasificación de la etapa \| Clasificación de la etapa \| Clasificación de la etapa \| Clasificación de la etapa \| \| Ciclista \| Ciclista \| Equipo \| Tiempo \| \| \| ------------------------- \| ------------------------- \| ------------------------- \| ------------------------- \| ------------------------- \| \| 1.º \| Diego Ulissi \| UAE Team Emirates \| 3 h 24 min 58 s \| \| \| 2.º \| Peter Sagan \| Bora-Hansgrohe \| + 0 s \| \| \| 3.º \| Mikkel Honoré \| Deceuninck-Quick Step \| + 0 s \| \| \| 4.º \| Michael Matthews \| Team Sunweb \| + 5 s \| \| \| 5.º \| Luca Wackermann \| Vini Zabù-Brado-KTM \| + 5 s \| \| \| 6.º \| João Almeida \| Deceuninck-Quick Step \| + 5 s \| \| \| 7.º \| Gianluca Brambilla \| Trek-Segafredo \| + 5 s \| \| \| 8.º \| Vincenzo Nibali \| Trek-Segafredo \| + 5 s \| \| \| 9.º \| Pello Bilbao \| Bahrain McLaren \| + 5 s \| \| \| 10.º \| Lucas Hamilton \| Mitchelton-Scott \| + 5 s \| \| |                    |                       |                 |
| |                    |                       |                 |
| Fuente: ProCyclingStats |                    |                       |                 |
| Clasificación de la etapa |                    |                       |                 |
| Ciclista | Ciclista           | Equipo                | Tiempo          |
| 1.º | Diego Ulissi       | UAE Team Emirates     | 3 h 24 min 58 s |
| 2.º | Peter Sagan        | Bora-Hansgrohe        | + 0 s           |
| 3.º | Mikkel Honoré      | Deceuninck-Quick Step | + 0 s           |
| 4.º | Michael Matthews   | Team Sunweb           | + 5 s           |
| 5.º | Luca Wackermann    | Vini Zabù-Brado-KTM   | + 5 s           |
| 6.º | João Almeida       | Deceuninck-Quick Step | + 5 s           |
| 7.º | Gianluca Brambilla | Trek-Segafredo        | + 5 s           |
| 8.º | Vincenzo Nibali    | Trek-Segafredo        | + 5 s           |
| 9.º | Pello Bilbao       | Bahrain McLaren       | + 5 s           |
| 10.º | Lucas Hamilton     | Mitchelton-Scott      | + 5 s           |

## Clasificaciones al final de la etapa

### Clasificación general(Maglia Rosa)
| \| Clasificación general \| Clasificación general \| Clasificación general \| Clasificación general \| Clasificación general \| \| Ciclista \| Ciclista \| Equipo \| Tiempo \| \| \| --------------------- \| --------------------- \| --------------------- \| --------------------- \| --------------------- \| \| 1.º \| Filippo Ganna \| Ineos Grenadiers \| 3 h 40 min 27 s \| \| \| 2.º \| João Almeida \| Deceuninck-Quick Step \| + 22 s \| \| \| 3.º \| Geraint Thomas \| Ineos Grenadiers \| + 23 s \| \| \| 4.º \| Tobias Foss \| Jumbo-Visma \| + 31 s \| \| \| 5.º \| Josef Černý \| CCC Team \| + 36 s \| \| \| 6.º \| Matteo Sobrero \| NTT Pro Cycling \| + 40 s \| \| \| 7.º \| Jan Tratnik \| Bahrain McLaren \| + 42 s \| \| \| 8.º \| Simon Yates \| Mitchelton-Scott \| + 49 s \| \| \| 9.º \| Tanel Kangert \| EF Pro Cycling \| + 49 s \| \| \| 10.º \| Diego Ulissi \| UAE Team Emirates \| + 54 s \| \| |                |                       |                 |
| |                |                       |                 |
| Fuente: ProCyclingStats |                |                       |                 |
| Clasificación general |                |                       |                 |
| Ciclista | Ciclista       | Equipo                | Tiempo          |
| 1.º | Filippo Ganna  | Ineos Grenadiers      | 3 h 40 min 27 s |
| 2.º | João Almeida   | Deceuninck-Quick Step | + 22 s          |
| 3.º | Geraint Thomas | Ineos Grenadiers      | + 23 s          |
| 4.º | Tobias Foss    | Jumbo-Visma           | + 31 s          |
| 5.º | Josef Černý    | CCC Team              | + 36 s          |
| 6.º | Matteo Sobrero | NTT Pro Cycling       | + 40 s          |
| 7.º | Jan Tratnik    | Bahrain McLaren       | + 42 s          |
| 8.º | Simon Yates    | Mitchelton-Scott      | + 49 s          |
| 9.º | Tanel Kangert  | EF Pro Cycling        | + 49 s          |
| 10.º | Diego Ulissi   | UAE Team Emirates     | + 54 s          |

### Clasificación por puntos(Maglia Ciclamino)
| Clasificación por puntos | Clasificación por puntos | Clasificación por puntos    | Clasificación por puntos | Clasificación por puntos |
| Ciclista                 | Ciclista                 | Equipo                      | Puntos                   |                          |
| ------------------------ | ------------------------ | --------------------------- | ------------------------ | ------------------------ |
| 1.º                      | Diego Ulissi             | UAE Team Emirates           | 25 pts                   |                          |
| 2.º                      | Peter Sagan              | Bora-Hansgrohe              | 19 pts                   |                          |
| 3.º                      | João Almeida             | Deceuninck-Quick Step       | 17 pts                   |                          |
| 4.º                      | Filippo Ganna            | Ineos Grenadiers            | 15 pts                   |                          |
| 5.º                      | Thomas de Gendt          | Lotto-Soudal                | 12 pts                   |                          |
| 6.º                      | Mikkel Honoré            | Deceuninck-Quick Step       | 12 pts                   |                          |
| 7.º                      | Mikkel Bjerg             | UAE Team Emirates           | 9 pts                    |                          |
| 8.º                      | Michael Matthews         | Team Sunweb                 | 8 pts                    |                          |
| 9.º                      | Mattia Bais              | Androni Giocattoli-Sidermec | 8 pts                    |                          |
| 10.º                     | Geraint Thomas           | Ineos Grenadiers            | 7 pts                    |                          |

### Clasificación de la montaña(Maglia Azzurra)
| Clasificación de la montaña | Clasificación de la montaña | Clasificación de la montaña | Clasificación de la montaña | Clasificación de la montaña |
| Ciclista                    | Ciclista                    | Equipo                      | Puntos                      |                             |
| --------------------------- | --------------------------- | --------------------------- | --------------------------- | --------------------------- |
| 1.º                         | Peter Sagan                 | Bora-Hansgrohe              | 4 pts                       |                             |
| 2.º                         | Diego Ulissi                | UAE Team Emirates           | 3 pts                       |                             |
| 3.º                         | Rick Zabel                  | Israel Start-Up Nation      | 3 pts                       |                             |
| 4.º                         | Thomas de Gendt             | Lotto-Soudal                | 3 pts                       |                             |
| 5.º                         | Mattia Bais                 | Androni Giocattoli-Sidermec | 2 pts                       |                             |
| 6.º                         | Mikkel Honoré               | Deceuninck-Quick Step       | 1 pt                        |                             |
| 7.º                         | Davide Ballerini            | Deceuninck-Quick Step       | 1 pt                        |                             |
| 8.º                         | Etienne van Empel           | Vini Zabù-Brado-KTM         | 1 pt                        |                             |

### Clasificación de los jóvenes(Maglia Bianca)
| Clasificación del mejor joven | Clasificación del mejor joven | Clasificación del mejor joven | Clasificación del mejor joven | Clasificación del mejor joven |
| Ciclista                      | Ciclista                      | Equipo                        | Tiempo                        |                               |
| ----------------------------- | ----------------------------- | ----------------------------- | ----------------------------- | ----------------------------- |
| 1.º                           | Filippo Ganna                 | Ineos Grenadiers              | 3 h 40 min 27 s               |                               |
| 2.º                           | João Almeida                  | Deceuninck-Quick Step         | + 22 s                        |                               |
| 3.º                           | Tobias Foss                   | Jumbo-Visma                   | + 31 s                        |                               |
| 4.º                           | Matteo Sobrero                | NTT Pro Cycling               | + 40 s                        |                               |
| 5.º                           | Brandon McNulty               | UAE Team Emirates             | + 59 s                        |                               |
| 6.º                           | Mikkel Honoré                 | Deceuninck-Quick Step         | + 59 s                        |                               |
| 7.º                           | Ben O'Connor                  | NTT Pro Cycling               | + 1 min 00 s                  |                               |
| 8.º                           | Sam Oomen                     | Team Sunweb                   | + 1 min 11 s                  |                               |
| 9.º                           | James Knox                    | Deceuninck-Quick Step         | + 1 min 13 s                  |                               |
| 10.º                          | Jai Hindley                   | Team Sunweb                   | + 1 min 15 s                  |                               |

### Clasificación por equipos"Súper team"
| Clasificación por equipos | Clasificación por equipos | Clasificación por equipos | Clasificación por equipos |
| Equipo                    | Equipo                    | Tiempo                    |                           |
| ------------------------- | ------------------------- | ------------------------- | ------------------------- |
| 1.º                       | Ineos Grenadiers          | 11 h 02 min 32 s          |                           |
| 2.º                       | Deceuninck-Quick Step     | + 1 min 03 s              |                           |
| 3.º                       | Jumbo-Visma               | + 1 min 05 s              |                           |
| 4.º                       | UAE Team Emirates         | + 1 min 14 s              |                           |
| 5.º                       | Team Sunweb               | + 1 min 16 s              |                           |
| 6.º                       | EF Pro Cycling            | + 1 min 25 s              |                           |
| 7.º                       | NTT Pro Cycling           | + 1 min 36 s              |                           |
| 8.º                       | Mitchelton-Scott          | + 1 min 40 s              |                           |
| 9.º                       | CCC Team                  | + 1 min 41 s              |                           |
| 10.º                      | Bahrain McLaren           | + 2 min 07 s              |                           |

## Abandonos
- Aleksandr Vlasov no completó la etapa por problemas de salud.[1]